# Тексас ренџерси
Тексас ренџерси (енгл.  — „Тексас ренџери”) су професионални тим бејзбола у оквиру МЛБ-а, са седиштем у граду Арлингтон, делу шире метрополе Далас-Форт Ворт у држави Тексас. Своје утакмице играју на стадиону Ренџерс Болпарк, Арлингтон. Чланови су Америчке лиге и наступају у дивизији Запад. Клуб је основан 1961. године и до сада је једном мењао назив, у периоду 1961-71, носио је име „Вашингтон сенаторси“.
У свом трећем покушају су 2023. освојили своју прву Светску серију победом против Аризона дајмондбекса укупним резултатом од 4:1.